# Christine Correa
Christine Isobel Correa (* 8. Juli 1955 in Bombay) ist eine US-amerikanische Jazzsängerin indischer Herkunft. 

## Leben und Wirken
Correa stammt aus einer musikalischen Familie; ihr Vater Micky Correa leitet Tanz- und Bigbands. Correa zog 1979 nach Boston, um am New England Conservatory of Music bei Ran Blake und Gerry Martin zu studieren. 
Hauptsächlich tritt sie mit dem Quintett von Frank Carlberg auf, etwa in Ballettmusiken für die New Yorker Battery Dance Company, mit der sie auch in Polen und Finnland aufgetreten ist. Sie hat weiterhin mit Steve Lacy, Ran Blake, John LaPorta und Jeanne Lee gearbeitet. Sie ist Adjunct Professor an der Columbia University und Leiterin des Maine Jazz Camp.
Correa ist mit Frank Carlberg verheiratet, mit dem sie zwei Kinder hat.

## Preise und Auszeichnungen
Correa war Artist in Residence an der Sibelius-Akademie und erhielt ein Stipendium des National Endowment for the Arts. 

## Diskographische Hinweise
- Steve Grover: Blackbird Suite (1986)
- Claire Ritter: In Between, Ain't Life a Circus (1991)
- Ran Blake: Round About (1994)
- Frank Carlberg Quintet: The Crazy Woman (1996)
- Frank Carlberg Quintet: In the Land of Art (2003)
- Ran Blake & Christine Correa: Out of the Shadows  (2010)
- Ran Blake & Christine Correa: Down Here Below: A Tribute to Abbey Lincoln, Vol. 1  (2012)
- Ran Blake & Christine Correa: The Road Keeps Winding: Tribute to Abbey Lincoln, Vol. II (2014)[1]
- Ran Blake & Christine Correa: When Soft Rains Fall (2020)

## Lexikalische Einträge
- Encyclopedia of Jazz Musicians